# کنترل اجتماعی

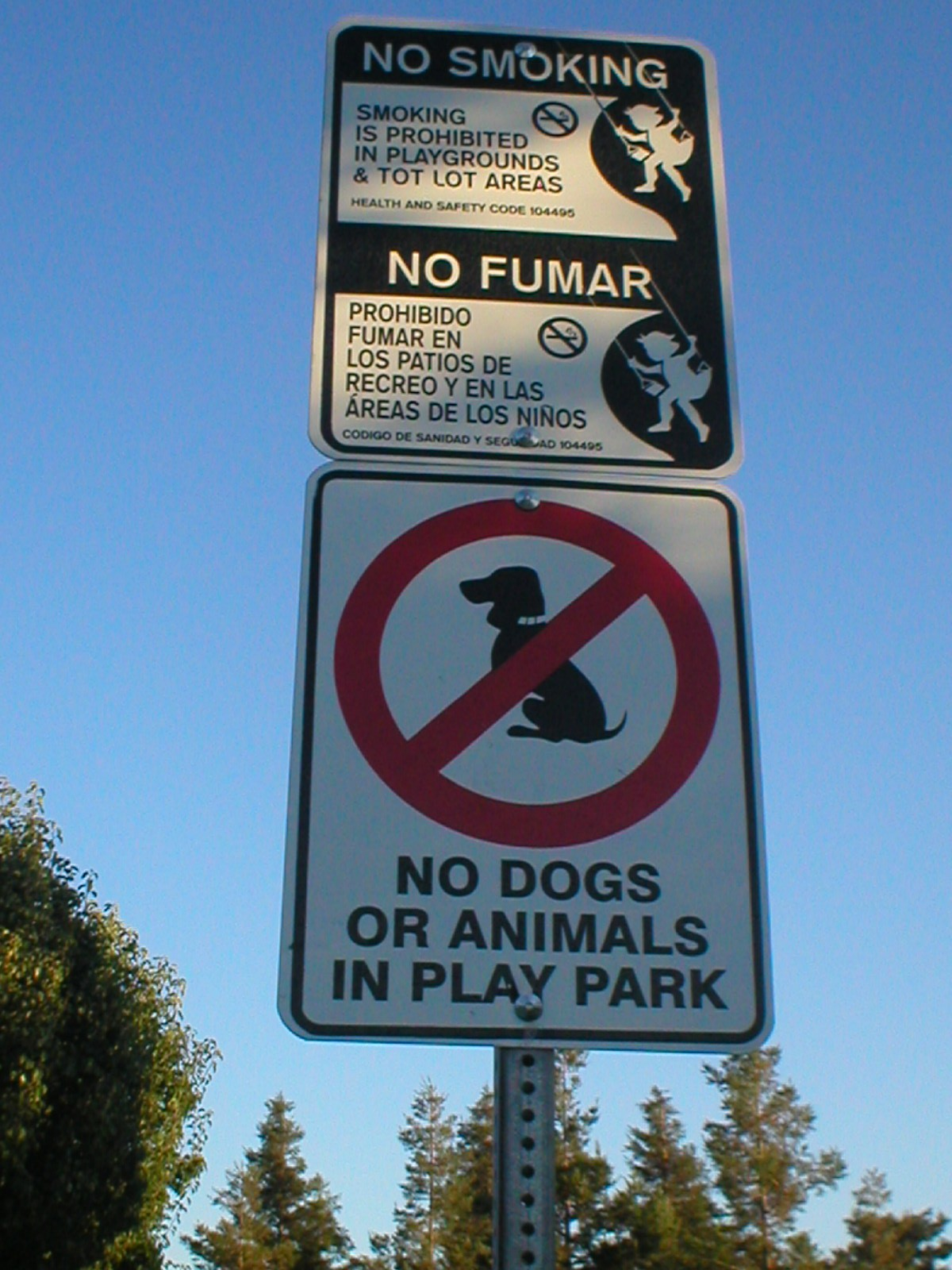

کنترل اجتماعی (به انگلیسی: Social control) یا نظارت اجتماعی، به‌طور کلی به ابزارها و روش‌هایی اطلاق می‌شود که برای وادار کردن فرد به انطباق او با انتظارات گروه معین یا کل جامعه به کار می‌رود. این انتظارات، شامل ارزش‌ها، عقاید، هنجارها و باورها و درکل لایه‌های عمیق جهان اجتماعی همه جوامع می‌شود. عموما کنترل اجتماعی سه روش کلی برای هماهنگ شدن فرد با انتظارات جامعه دارد که ممکن است به صورت رسمی یا غیررسمی باشد:تبلیغ و اقناع، تشویق و پاداش، تنبیه و مجازات.

## تعاریف کنترل اجتماعی
برای روشن‌تر شدن این مفهوم در ذیل به برخی تعاریف ارائه شده توسط اندیشمندان و نظریه پردازان مختلف اشاره می‌گردد:
جولیوس گولد و ویلیام کولب: کنترل اجتماعی مشروط و محدود شدن رفتار و اعمال ـ فرد یا افراد مورد کنترل ـ به اهداف و هنجارهای جامعه می‌باشد. گولد معتقد است که: اگر این کنترل با نهادینه شدن هنجارها در فرد صورت پذیرد، جزء کنترل درونی محسوب می‌گردد، ولی اگر صرفاً از طریق افراد جامعه بر کسی اعمال گردد، آن را کنترل بیرونی می‌نامند.
هومنز: فرایندی که از طریق آن رفتار فرد (یا اشخاصی) که از مرتبهٔ رعایت هنجار عدول کرده، دوباره به همان مرتبه اعاده داده می‌شود و هرگاه به کلی از هنجار عدول کند، مجدداً به رعایت کامل هنجار سوق داده شود.
آلن بیرو: نظارت اجتماعی مجموع وسایل و شیوه‌هایی است که با استفاده از آن‌ها، یک گروه یا یک واحد، اعضای خود را به پذیرش رفتارها، هنجارها، قواعدی در سلوک و حتی آداب و رسومی منطبق با آنچه گروه مطلوب تلقی می‌کند، سوق می‌دهد.
تالکوت پارسونز: نظارت اجتماعی فراگردی است که به وسیلهٔ آن با رفتارهای منحرف مقابله می‌شود و ثبات اجتماعی حفظ می‌گردد.
اگرچه مفهوم نظارت اجتماعی از بدو پیدایش جامعه‌شناسی وجود داشته، اما معنی آن در گذر زمان تغییراتی یافته‌است. نظارت اجتماعی در اصل اشاره به توانایی جامعه برای تنظیم مناسبات و کنترل خودش دارد.

## تاریخچه
در سال ۱۹۳۰ این اصطلاح، مفهوم مدرن‌تر گرایش فرد به همنوایی را به خود گرفت. نظریهٔ نظارت اجتماعی به‌عنوان یک رشتهٔ مجزا در اوایل قرن ۲۰ مورد مطالعه قرار گرفت. در ادبیات جامعه‌شناسی مجموعه فراگردهای جامعه پذیری و به ویژه فشاری که افراد از جانب سایرین در جامعه حس می‌کنند و این فشار را «نظارت اجتماعی» می‌نامند این فشار باعث می‌شود تا رفتار آنها در جهت همرنگی و متابعت از جامعه سوق داده شود و انسجام جامعه حفظ گردد.
کنترل اجتماعی (Social Control) یا نظارت اجتماعی عبارت از وسایلی است که بر رفتار افراد اثر می‌گذارد و آنان را به پیروی از هنجارها و ارزشها وادار می‌کند. در صورتی که فردی از هنجارهای اجتماعی سرپیچی کند و رفتارش مخالف هنجارها و ارزشهای اجتماعی باشد، از طرف گروه یا جامعه مورد سرزنش و مجازات قرار می‌گیرد.

## انواع نظارت اجتماعی
جامعه‌شناسان دو گونهٔ اساسی نظارت اجتماعی را برمی‌شمارند

### غیررسمی
درونی کردن هنجارها و ارزش‌ها به‌وسیلهٔ فرایند اجتماعی کردن، که به صورت «جریانی که طی آن انسان الگوهای فرهنگی جامعه یا گروه خود را می‌آموزد و آن‌ها را به عنوان جزئی از نظام رفتاری خویش می‌پذیرد» تعریف می‌شود.
هر فرد از خلال فرایند اجتماعی شدن می‌آموزد که در موقعیت‌های مختلف، چه رفتارهایی قابل قبول (مناسب) و چه رفتارهایی غیرقابل قبول (نامناسب) است تا بر اساس آن تمایز لازم را قائل شود. در حقیقت، نظارت اجتماعی دنبالهٔ فرایند اجتماعی شدن است.

### رسمی
مکانیسم‌های بیرونی که برای جلوگیری از اغتشاش و بی‌هنجاری در جامعه توسط نهادهای مختلف اِعمال می‌گردد.

## اهمیت نظارت اجتماعی
برای آنکه بتوان سازمان اجتماعی و نظم را به اندازهٔ ضروری در جامعه برقرار نگه‌داشت، باید رفتار اجتماعی الگوبندی شده و پذیرفتنی آن ادامه یابد. برای دستیابی به این هدف، هر جامعه‌ای اعضاء خود را اجتماعی می‌کند، به این امید که آن‌ها شیوهٔ اجتماعاً پذیرفتنی در هر موقعیت را یاد بگیرند. هرگاه فراگرد اجتماعی شدن نتواند جامعه را به این هدف رساند، فراگردهای نظارت اجتماعی مناسب تری را باید به کار انداخت تا نظم ضروری در جامعه برقرار گردد.
مثال:
هرگاه فردی نتواند رفتار پذیرفتنی و شایستهٔ یک موقعیت را از خود نشان دهد، ما او را شخص منحرفی می‌شناسیم. اگر این گونه انحراف‌ها خارج از نظارت معیارهای اجتماعی ادامه یابند، جامعه با تهدید از هم گسیختگی روبرو می‌شود. با کاربرد ابزارهای نظارت اجتماعی، جامعه می‌تواند بزهکاران را زندانی کند یا در صورت ابتلاء آن‌ها به بیماری روانی یا اعتیاد، در بیمارستان‌های روانی و ترک اعتیاد بستری سازد.
نظارت اجتماعی عموماً از دو طریق عمده به کار گرفته‌می‌شود: یا از طریق به‌کارگیری اجباری یا از طریق استفاده از راه‌های اقناعی. در نوع اول (نظارت اجباری) افراد به پذیرش شیوه‌های زندگی و روش‌های رفتاری از طریق به‌کارگیری تنبیه‌ها و مجازات‌ها مجبور می‌شوند، اما در نوع دوم (نظارت اقناعی) افراد از راه‌های تبلیغ و به‌کارگیری تشویق و پاداش، اعطای اعتبار، مقام و استفاده از ارزش‌های اخلاقی به پذیرش هنجارهای مطلوب ترغیب می‌شوند.
مثلاً آموزگاری که به‌طور دائم، از قواعد و مقررات انضباطی مدرسه سخن می‌گوید و شاگردان را به دلیلی ترس از قوانین مدرسه تنبیه می‌کند از روش نظارت اجباری استفاده می‌کند. اما آموزگاری که دست به تنبیه دانش آموزان نمی‌زند و از طریق تلقین و آگاهی و راهنمایی بر آن‌ها نظارت دارد از روش دوم یعنی روش اقناعی بهره می‌جوید.
در ادامه هر یک از مکانیسم‌های رسمی و غیررسمی نظارت اجتماعی با تفصیل بیشتری مورد بررسی قرار می‌گیرند.

## نظارت اجتماعی غیررسمی
ارزش‌های اجتماعی نهادینه شده در افراد در واقع محصول نظارت اجتماعی غیررسمی هستند که به‌صورت تلویحی توسط جامعه و از طریق سنت‌ها، هنجارها و آداب و رسوم ویژه‌ای اعمال می‌گردند.
نظارت اجتماعی غیررسمی غالباً در گروه‌های نخستین (خانواده، گروه همسالان، گروه همکار و…) آشکار می‌شود و در حقیقت یکی از کارکردهای عمدهٔ گروه نخستین می‌باشد.
طیف وسیعی از مکانیسم‌های غیررسمی برای نظارت اجتماعی عبارت‌اند از: تمسخر، خندیدن بی‌جا، زخم زبان، شایعه پراکنی، طرد کردن و…
به عنوان مثال از آن‌جا که فرد تمایل شدید دارد که مورد قبول گروه واقع شود، ولی ترس از طرد شدن توسط گروه، یکی از مؤثرترین عوامل نظارت اجتماعی به‌شمار می‌رود.
نظارت اجتماعی در جوامع سنتی عمدتاً متکی بر مکانیسم‌های غیررسمی است که طی آن رفتارهای اجتماعی قابل قبول از طرق مختلف مورد تشویق قرار گرفته و رفتارهای اجتماعی غیرقابل قبول تبعات منفی (نظیر قطع رابطه، مورد سرزنش قرار گرفتن، انگشت‌نما شدن و…) در پی خواهد داشت.

## نظارت اجتماعی رسمی
نظارت رسمی نظارتی است که به صورت رسمی و طبق روش‌ها و قوانین و مقررات تعریف شده صورت می‌گیرد و غالباً توسط افراد یا نهادها و سازمان‌هایی که وظیفه‌شان نظارت اجتماعی است، انجام می‌پذیرد؛ مثلاً، مأموران پلیس یا قضات در برخورد با افراد مجرم طبق قواعد تعریف شده‌ای عمل می‌کنند و اجازه ندارند که خارج از چهارچوب قوانین حتی در جهت بازداری و نظارت مجرم، دست به اقدامی بزنند.
نظارت اجتماعی رسمی را ممکن است تعدادی از مؤسسات و سازمان‌های مختلف در درون جامعه اعمال نمایند که تعدادی از آن‌ها عبارت‌اند از: پلیس، زندان، دادگاه، مرکز نگهداری جوانان بزهکار، مؤسسه رفاهی و مددکاری اجتماعی. برای نظارت اجتماعی رسمی، شیوه‌های اعمال نظارت عبارت‌اند از: جریمه، زندان، محکومیت اعدام و…
چنان‌که ذکر گردید نظارت رسمی و نظارت غیررسمی از جهات گوناگونی با هم متفاوت‌اند:
۱ـ نظارت رسمی به وسیله مؤسسات، سازمان‌ها و افرادی مشخص، که قانون تعیین کرده‌است، اعمال می‌شود، در حالی که در نظارت غیررسمی هر فرد و سازمانی می‌تواند مشارکت داشته‌باشد.
۲ـ در نظارت رسمی تنها تعدادی از ابزارهای مشخص و تعریف شده به وسیله قانون به‌کارگرفته می‌شود و افراد مسؤول حق ندارند با هر وسیله و روشی به نظارت جامعه و برخورد با منحرفان بپردازند. اما در نظارت غیررسمی طیف وسیعی از ابزارها مانند تمسخر، خندیدن، حرف نزدن و مانند آن برای نظارت در اختیار افراد است.
۳ـ نظارت غیررسمی معمولاً در گروه‌های نخستین (خانواده، گروه همالان و مانند آن) وجود دارد، در حالی که نظارت رسمی بیشتر در گروه‌های ثانوی، که از روابط عاطفی کم‌تری برخوردارند، جریان می‌یابد.
۴-نظارت اجتماعی غیررسمی بسیار مؤثرتر است بالاخص در محلات جرم خیز زیرا بافت فرهنگی و اجتماعی آن‌ها هنوز سنتی ست.